# Кузнєцов В'ячеслав Михайлович
В'ячесла́в Миха́йлович Кузнєцо́в (Вячеслав Кузнецов) (нар.30 червня 1975, Циркуни, Харківська область — пом.9 вересня 2014 Нижньобараниківка, Луганська область) — старшина Державної прикордонної служби України, учасник російсько-української війни.

## Короткий життєпис
Народився 30 червня 1975 року в селі Циркуни Харківського району Харківської області; мама — листоноша, тато — міліціонер. У школі захоплювався футболом, гандболом; на районних змаганнях його школа займала перші місця. Ще підлітками часто ходили в походи на тиждень з майбутньою дружиною. Закінчив школу по тому — ПТУ за фахом «автослюсар», але пішов працювати в міліцію. В МВС пропрацював 4 роки; потім перейшов в охорону у приватну фірму — на ринок, де пропрацював до мобілізації. Створив родину; виховували дітей. Коли підріс син, вони разом ходили на футбол вболівати.
2014 року під час російської збройної агресії проти України був мобілізований до відділу прикордонної служби «Біловодськ» Луганського прикордонного загону ДПСУ. Ніс службу з охорони державного кордону у Біловодському районі на посаді дільничного інспектора прикордонної служби.
9 вересня 2014 року прикордонний наряд ВПС «Біловодськ», у складі старшого лейтенанта Олександра Максименка, прапорщика Юрія Лук'янцева, сержанта Артема Кручініна, молодшого сержанта Віталія Скокова, старшини В'ячеслава Кузнєцова, вирушив на виконання завдання з охорони державного кордону. Прикордонний наряд також супроводжував знімальну групу луганської телекомпанії «ІРТА», яка виїхала підготувати сюжет про загибель від обстрілу російською артилерією двох сімей місцевих жителів. О 14:45 під час слідування поблизу села Нижньобараниківка автомобіль «УАЗ» прикордонників підірвався на фугасі, їх викинуло з машини, яка одразу ж загорілася. Олександр Максименко, Юрій Лук'янцев та В'ячеслав Кузнєцов загинули, важкопоранені Артем Кручінін і Віталій Скоков відповзали від місця вибуху. Оператору «ІРТА» вдалося відзняти цей момент на відео. Прикордонний Біловодський район ніколи не підтримував сепаратистів і не був окупований, тому у Прикордонній службі вважають, що винуватцями трагедії є диверсійні групи російсько-терористичних угруповань, що функціонують на Сході України.
Вдома у В'ячеслава залишилися батьки, дружина Оксана, донька Дарина 2009 р.н. та син Олексій 2000 р.н.
Похований на Циркунівському сільському кладовищі.

## Нагороди і вшанування
- Указом Президента України № 754/2014 від 6 жовтня 2014 р., «за особисту мужність і героїзм, виявлені у захисті державного суверенітету та територіальної цілісності України», нагороджений орденом «За мужність» III ступеня (посмертно).
- На будівлі Циркунівської середньої школи (с. Циркуни, вул. Кірова, 32) встановлена дошка в пам'ять про земляка, який загинув в зоні АТО[3].
- Його портрет розміщений на меморіалі «Стіна пам'яті полеглих за Україну» у Києві: секція 4, ряд 4, місце 20
- Вшановується в меморіальному комплексі «Зала пам'яті», в щоденному ранковому церемоніалі 9 вересня[4]
- відзнака Державної прикордонної служби України «Відмінний прикордонник»